# Список наград и номинаций фильма «4 месяца, 3 недели и 2 дня»

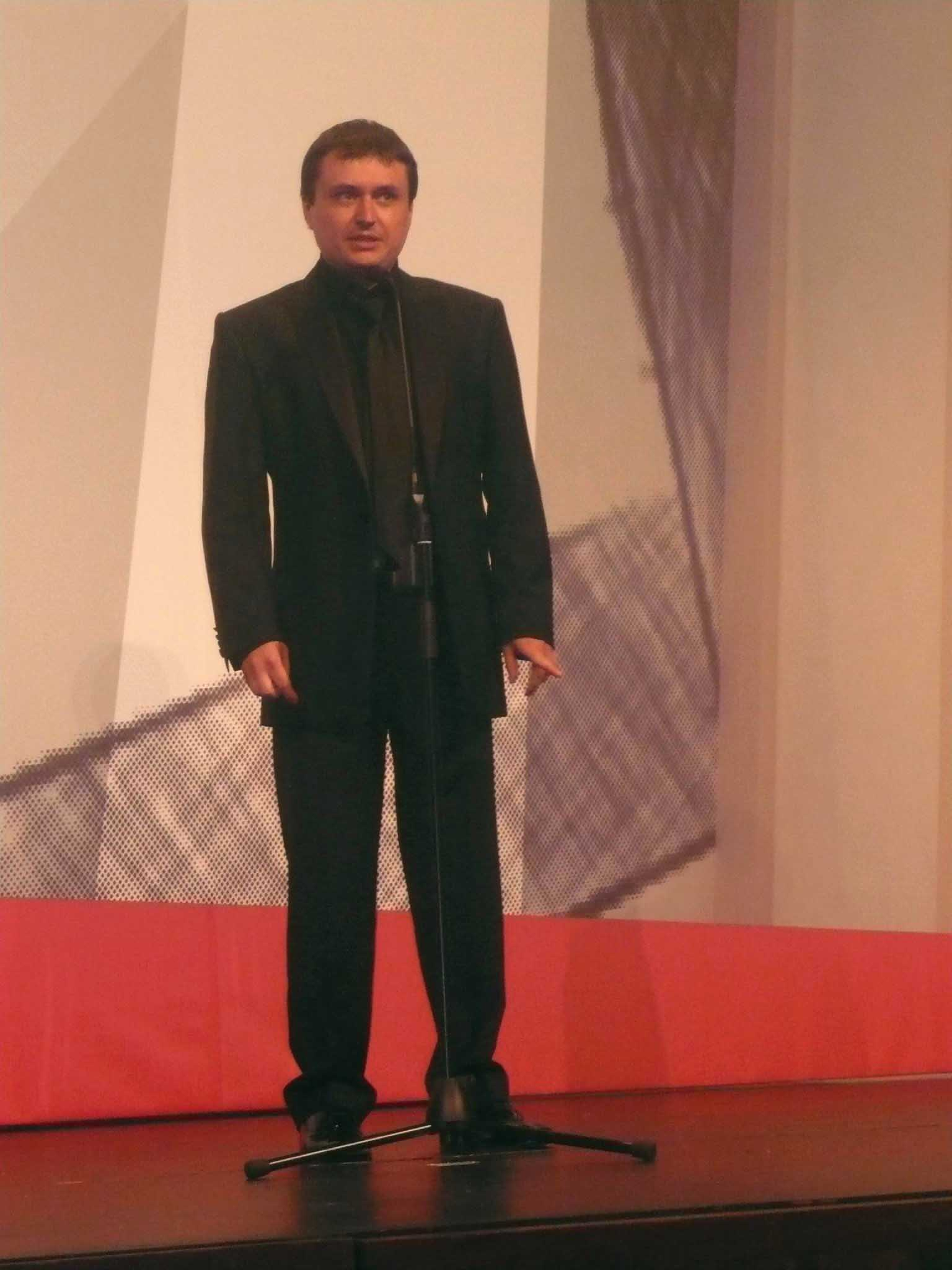
Режиссёр фильма Кристиан Мунджиу

«4 месяца, 3 недели и 2 дня» (рум. 4 luni, 3 săptămâni și 2 zile) — румынский художественный фильм 2007 года. Режиссёром выступил Кристиан Мунджиу. Главные роли исполнили Анамария Маринка, Лаура Василиу и Влад Иванов. Действие фильма происходит в коммунистической Румынии в последние годы правления Николае Чаушеску. Сюжет повествует об истории двух студенток и по совместительству соседок в общежитии, которые пытаются сделать нелегальный аборт.
В первый день Каннского кинофестиваля в мае 2007 года фильм получил три награды, включая Золотую пальмовую ветвь. Мунджиу стал первым румынским режиссёром, получившим «Золотую пальмовую ветвь» (наиболее значимую награду фестиваля). Также картина стала первой румынской работой, получившей Европейскую кинопремию в номинации «Лучший фильм». Фильм также победил в категории «Лучший фильм» на премии «Гопо», румынском «Оскаре».
Несмотря на то, что фильм «4 месяца, 3 недели и 2 дня» претендовал на премию «Оскар» в номинации «Лучший фильм на иностранном языке», он не был включен в список номинантов. Данное решение вызвало споры среди критиков и любителей кино в Интернете, поскольку фильм получил «Золотую пальмовую ветвь». Эти споры заставили одного из членов Академии пообещать реформы в номинациях, хотя и до этого случая эта категория часто подвергалась критике. Режиссёр позже сказал, что отсутствие фильма в данной номинации и последующий фурор принесли картине значительную известность, и что этот опыт научил его тому, что мнения критиков и жюри фестивалей отличаются от мнения Академии.
В общей сложности фильм получил 59 номинаций и 41 победу на различных кинофестивалях.

## Награды и номинации
| Награда                                                   | Дата церемонии    | Категория                                                    | Номинанты и получатели                                | Результат         | Ист.          |
| --------------------------------------------------------- | ----------------- | ------------------------------------------------------------ | ----------------------------------------------------- | ----------------- | ------------- |
| Альянс женщин-киножурналистов                             | 2007              | Лучший фильм на иностранном языке                            | Кристиан Мунджиу                                      | Номинация         | [ 9 ]         |
| Альянс женщин-киножурналистов                             | 2007              | Лучший фильм                                                 | Кристиан Мунджиу                                      | Победа            | [ 10 ]        |
| Аргентинская академия кинематографических искусств и наук | Декабрь 2008      | Лучший фильм на иностранном языке                            | Кристиан Мунджиу                                      | Победа            | [ 11 ]        |
| Ассоциация кинокритиков Аргентины                         | 2008              | Лучший зарубежный неиспаноязычный фильм                      | Кристиан Мунджиу                                      | Номинация         | [ 12 ]        |
| Круг кинокритиков Австралии                               | 2008              | Лучший фильм на иностранном языке                            | Кристиан Мунджиу                                      | Номинация         | [ 12 ]        |
| Австралийская ассоциация кинокритиков                     | Январь 2008       | Лучший фильм на иностранном языке                            | Кристиан Мунджиу                                      | Номинация         | [ 13 ]        |
| Ассоциация критиков польских кинематографистов            | 2007              | Лучший зарубежный фильм                                      | Кристиан Мунджиу                                      | Победа            | [ 12 ]        |
| Награда BBC Four World Cinema Awards                      | Январь 2009       | Награда BBC Four World Cinema Awards                         | Кристиан Мунджиу                                      | Победа            | [ 14 ]        |
| Премия Бодиль                                             | 2008              | Лучший неамериканский фильм                                  | Кристиан Мунджиу                                      | Номинация         | [ 12 ]        |
| Гранпри кинематографа Бразилии                            | 2009              | Лучший фильм на иностранном языке                            | Кристиан Мунджиу                                      | Номинация         | [ 12 ]        |
| Золотой жук                                               | 2008              | Лучший зарубежный фильм                                      | Кристиан Мунджиу                                      | Номинация         | [ 12 ]        |
| Каннский кинофестиваль                                    | 16 — 27 мая 2007  | Золотая пальмовая ветвь                                      | Кристиан Мунджиу                                      | Победа            | [ 15 ] [ 16 ] |
| Каннский кинофестиваль                                    | 16 — 27 мая 2007  | Премия ФИПРЕССИ                                              | Кристиан Мунджиу                                      | Победа            | [ 17 ]        |
| Каннский кинофестиваль                                    | 16 — 27 мая 2007  | Кинопремия французской национальной системы образования      | Кристиан Мунджиу                                      | Победа            | [ 18 ]        |
| Серебряная лента                                          | 2008              | Лучший европейский режиссёр                                  | Кристиан Мунджиу                                      | Номинация         | [ 12 ]        |
| Сезар                                                     | 22 февраля 2008   | Лучший зарубежный фильм                                      | Кристиан Мунджиу                                      | Номинация         | [ 19 ]        |
| Ассоциация кинокритиков Чикаго                            | 13 декабря 2007   | Лучший фильм на иностранном языке                            | Кристиан Мунджиу                                      | Победа            | [ 5 ]         |
| Международный кинофестиваль в Чикаго                      | 2007              | Лучший фильм                                                 | Кристиан Мунджиу                                      | Номинация         | [ 5 ]         |
| Выбор критиков                                            | 7 января 2008     | Лучший фильм на иностранном языке                            | Кристиан Мунджиу                                      | Номинация         | [ 20 ]        |
| Ассоциация кинокритиков Даллас-Форт-Уэрт                  | 17 декабря 2007   | Лучший фильм на иностранном языке                            | Кристиан Мунджиу                                      | Номинация         | [ 21 ]        |
| Давид ди Донателло                                        | 18 апреля 2009    | Лучший европейский фильм                                     | Кристиан Мунджиу                                      | Номинация         | [ 22 ]        |
| Премия Европейской киноакадемии                           | 1 декабря 2007    | Лучший фильм                                                 | Кристиан Мунджиу, Олег Муту                           | Победа            | [ 23 ]        |
| Премия Европейской киноакадемии                           | 1 декабря 2007    | Лучший режиссёр                                              | Кристиан Мунджиу                                      | Победа            | [ 23 ]        |
| Премия Европейской киноакадемии                           | 1 декабря 2007    | Лучший сценарист                                             | Кристиан Мунджиу                                      | Номинация         | [ 24 ]        |
| Премия Европейской киноакадемии                           | 1 декабря 2007    | Лучшая актриса                                               | Анамария Маринка                                      | Номинация         | [ 24 ]        |
| Золотой глобус                                            | 13 января 2008    | Премия «Золотой глобус» за лучший фильм на иностранном языке | Кристиан Мунджиу                                      | Номинация         | [ 25 ]        |
| Премия «Гопо»                                             | 3 марта 2008      | Лучший художественный фильм                                  | Кристиан Мунджиу, Олег Муту                           | Победа            | [ 26 ] [ 27 ] |
| Премия «Гопо»                                             | 3 марта 2008      | Лучший режиссёр                                              | Кристиан Мунджиу                                      | Победа            | [ 26 ] [ 27 ] |
| Премия «Гопо»                                             | 3 марта 2008      | Лучший сценарист                                             | Кристиан Мунджиу                                      | Номинация         | [ 26 ] [ 27 ] |
| Премия «Гопо»                                             | 3 марта 2008      | Лучшая актриса                                               | Анамария Маринка                                      | Победа            | [ 26 ] [ 27 ] |
| Премия «Гопо»                                             | 3 марта 2008      | Лучшая актриса второго плана                                 | Лаура Василиу                                         | Победа            | [ 26 ] [ 27 ] |
| Премия «Гопо»                                             | 3 марта 2008      | Лучшая актриса второго плана                                 | Люминита Георгиу                                      | Номинация         | [ 26 ] [ 27 ] |
| Премия «Гопо»                                             | 3 марта 2008      | Лучший актёр второго плана                                   | Влад Иванов                                           | Победа            | [ 26 ] [ 27 ] |
| Премия «Гопо»                                             | 3 марта 2008      | Лучший актёр второго плана                                   | Александру Поточан                                    | Номинация         | [ 26 ] [ 27 ] |
| Премия «Гопо»                                             | 3 марта 2008      | Лучший оператор                                              | Дана Бунеску                                          | Номинация         | [ 26 ] [ 27 ] |
| Премия «Гопо»                                             | 3 марта 2008      | Лучший монтаж                                                | Олег Муту                                             | Номинация         | [ 26 ] [ 27 ] |
| Премия «Гопо»                                             | 3 марта 2008      | Лучший звук                                                  | Кристиан Тарновецки, Константин Флеанку, Дана Бунеску | Победа            | [ 26 ] [ 27 ] |
| Премия «Гопо»                                             | 3 марта 2008      | Лучшая работа художника-постановщика                         | Михаэла Поенару                                       | Победа            | [ 26 ] [ 27 ] |
| Премия «Гопо»                                             | 3 марта 2008      | Лучшая дизайн костюмов                                       | Дана Истрате                                          | Номинация         | [ 26 ] [ 27 ] |
| Премия «Гопо»                                             | 3 марта 2008      | Юная надежда                                                 | Лаура Василиу                                         | Номинация         | [ 26 ] [ 27 ] |
| Премия «Гопо»                                             | 3 марта 2008      | Премия аудитории                                             | Кристиан Мунджиу                                      | Победа            | [ 26 ] [ 27 ] |
| Гойя                                                      | 1 февраля 2009    | Лучший европейский фильм                                     | Кристиан Мунджиу                                      | Победа            | [ 28 ]        |
| Голливудский кинофестиваль                                | Октябрь 2007      | Премия Голливуда                                             | Кристиан Мунджиу                                      | Победа            | [ 29 ]        |
| Независимый дух                                           | 23 февраля 2008   | Лучший зарубежный фильм                                      | Кристиан Мунджиу                                      | Номинация         | [ 30 ]        |
| Премия Лондонского кружка кинокритиков                    | 8 февраля 2008    | Лучший зарубежный фильм                                      | Кристиан Мунджиу                                      | Номинация         | [ 31 ]        |
| Премия Лондонского кружка кинокритиков                    | 8 февраля 2008    | Лучший режиссёр                                              | Кристиан Мунджиу                                      | Номинация         | [ 31 ]        |
| Премия Лондонского кружка кинокритиков                    | 8 февраля 2008    | Лучшая актриса                                               | Анамария Маринка                                      | Номинация         | [ 31 ]        |
| Ассоциация кинокритиков Лос-Анджелеса                     | 9 декабря 2007    | Лучшая актриса                                               | Анамария Маринка                                      | Второе место      | [ 32 ]        |
| Ассоциация кинокритиков Лос-Анджелеса                     | 9 декабря 2007    | Лучший актёр второго плана                                   | Влад Иванов                                           | Победа            | [ 32 ]        |
| Ассоциация кинокритиков Лос-Анджелеса                     | 9 декабря 2007    | Лучший зарубежный фильм                                      | Кристиан Мунджиу                                      | Победа            | [ 32 ]        |
| Ассоциация кинокритиков Лос-Анджелеса                     | 2010              | Фильм десятилетия                                            | Фильм                                                 | 7-е место         | [ 12 ]        |
| Приз Люкс                                                 | 24 октября 2007   | Лучший фильм                                                 | Кристиан Мунджиу                                      | Попал в шорт-лист | [ 33 ]        |
| Национальный совет кинокритиков США                       | 15 января 2008    | Топ 5 фильмов на иностранном языке                           | Кристиан Мунджиу                                      | Победа            | [ 34 ]        |
| Национальное общество кинокритиков США                    | 5 января 2008     | Лучший фильм на иностранном языке                            | Кристиан Мунджиу                                      | Победа            | [ 35 ]        |
| New York Film Critics Circle                              | 10 декабря 2008   | Лучший фильм на иностранном языке                            | Кристиан Мунджиу                                      | Победа            | [ 36 ]        |
| Palm Springs International Film Festival                  | Январь 2008       | Лучшая актриса                                               | Анамария Маринка                                      | Победа            | [ 37 ]        |
| Palm Springs International Film Festival                  | Январь 2008       | Лучшая актриса                                               | Лаура Василиу                                         | Победа            | [ 37 ]        |
| Кинофестиваль в Сан-Себастьяне                            | Сентябрь 2007     | Премия ФИПРЕССИ                                              | Кристиан Мунджиу                                      | Победа            | [ 38 ]        |
| Спутник                                                   | 16 декабря 2007   | Лучший фильм на иностранном языке                            | Кристиан Мунджиу                                      | Номинация         | [ 39 ]        |
| Ассоциация кинокритиков Аргентины                         | 15 сентября 2008  | Лучший фильм на иностранном языке                            | Кристиан Мунджиу                                      | Номинация         | [ 40 ] [ 41 ] |
| Международный кинофестиваль в Стокгольме                  | 15-25 ноября 2007 | Бронзовая лошадь                                             | Кристиан Мунджиу                                      | Победа            | [ 42 ]        |
| Международный кинофестиваль в Стокгольме                  | 15-25 ноября 2007 | Лучшая актриса                                               | Анамария Маринка                                      | Победа            | [ 42 ]        |
| Ассоциация кинокритиков Торонто                           | 18 декабря 2007   | 18 декабря 2007                                              | Кристиан Мунджиу                                      | Победа            | [ 43 ]        |
| Ассоциация кинокритиков Ванкувера                         | 18 февраля 2007   | Лучший фильм на иностранном языке                            | Кристиан Мунджиу                                      | Победа            | [ 44 ]        |
| Village Voice Film Poll                                   | Декабрь 2007      | Лучший фильм                                                 | Кристиан Мунджиу                                      | 4-е место         | [ 45 ] [ 46 ] |
| Village Voice Film Poll                                   | Декабрь 2007      | Лучшая актриса                                               | Анамария Маринка                                      | Победа            | [ 45 ] [ 46 ] |
| Village Voice Film Poll                                   | Декабрь 2007      | Лучший актёр второго плана                                   | Влад Иванов                                           | 6-е место         | [ 45 ] [ 46 ] |
| Премия сообщества                                         | 2007              | Лучший фильм на иностранном языке                            | Фильм                                                 | Номинация         | [ 12 ]        |
| Ассоциация кинокритиков вещания                           | 2008              | Лучший фильм на иностранном языке                            | Фильм                                                 | Номинация         | [ 12 ]        |
| Ассоциация кинокритиков центрального Огайо                | 2009              | Лучший фильм на иностранном языке                            | Фильм                                                 | Победа            | [ 12 ]        |
| Chlotrudis Awards                                         | 2009              | Лучший фильм                                                 | Кристиан Мунджиу                                      | Номинация         | [ 12 ]        |
| Chlotrudis Awards                                         | 2009              | Лучший директор                                              | Кристиан Мунджиу                                      | Номинация         | [ 12 ]        |
| Chlotrudis Awards                                         | 2009              | Лучшая актриса                                               | Анамария Маринка                                      | Номинация         | [ 12 ]        |
| Chlotrudis Awards                                         | 2009              | Лучший оригинальный сценарий                                 | Кристиан Мунджиу                                      | Победа            | [ 12 ]        |
| Премия сценаристов (Испания)                              | 2009              | Лучший зарубежный фильм                                      | Фильм                                                 | Номинация         | [ 12 ]        |
| Международный кинофестиваль Кинеманила                    | 2007              | Международное соревнование                                   | Кристиан Мунджиу                                      | Номинация         | [ 12 ]        |
| Премия кинокритиков Дублина                               | 2007              | Лучший фильм                                                 | Фильм                                                 | 9-е место         | [ 12 ]        |
| Кинофестиваль Фарерских островов                          | 2007              | Специальный приз                                             | Кристиан Мунджиу                                      | Победа            | [ 12 ]        |
| Кинофестиваль Фарерских островов                          | 2007              | Главный конкурс                                              | Кристиан Мунджиу                                      | Победа            | [ 12 ]        |
| Кинофестиваль Фарерских островов                          | 2007              | Лучший фильм                                                 | Кристиан Мунджиу                                      | Номинация         | [ 12 ]        |
| Gold Derby Awards                                         | 2008              | Лучший зарубежный фильм                                      | Фильм                                                 | Номинация         | [ 12 ]        |
| Gold Trailer Awards                                       | 2008              | Лучший трейлер иностранного фильма                           | Фильм                                                 | Номинация         | [ 12 ]        |
| Indiewire Critics' Poll                                   | 2007              | Лучший фильм                                                 | Фильм                                                 | 5-е место         | [ 12 ]        |
| Indiewire Critics' Poll                                   | 2007              | Лучшее выступление                                           | Анамария Маринка                                      | 2-е место         | [ 12 ]        |
| Indiewire Critics' Poll                                   | 2007              | Лучший режиссёр                                              | Кристиан Мунджиу                                      | 5-е место         | [ 12 ]        |
| Международное общество синефилов                          | 2008              | Лучший неанглоязычный фильм                                  | Фильм                                                 | Победа            | [ 12 ]        |
| Международное общество синефилов                          | 2008              | Лучшая актриса                                               | Анамария Маринка                                      | Победа            | [ 12 ]        |
| Международное общество синефилов                          | 2008              | Лучший оригинальный сценарий                                 | Кристиан Мунджиу                                      | Победа            | [ 12 ]        |
| Международное общество синефилов                          | 2008              | Лучший фильм                                                 | Фильм                                                 | 3-е место         | [ 12 ]        |
| Международное общество синефилов                          | 2008              | Лучший режиссёр                                              | Кристиан Мунджиу                                      | 2-е место         | [ 12 ]        |
| International Online Cinema Awards                        | 2008              | Лучшая актриса                                               | Анамария Маринка                                      | Номинация         | [ 12 ]        |
| International Online Cinema Awards                        | 2008              | Лучший неанглоязычный фильм                                  | Кристиан Мунджиу                                      | Номинация         | [ 12 ]        |
| Italian Online Movie Awards                               | 2008              | Лучший фильм                                                 | Кристиан Мунджиу                                      | Номинация         | [ 12 ]        |
| Italian Online Movie Awards                               | 2008              | Лучшая актриса                                               | Анамария Маринка                                      | Номинация         | [ 12 ]        |
| Italian Online Movie Awards                               | 2008              | Лучший оригинальный сценарий                                 | Кристиан Мунджиу                                      | Номинация         | [ 12 ]        |
| Italian Online Movie Awards                               | 2008              | Лучший режиссёр                                              | Кристиан Мунджиу                                      | Номинация         | [ 12 ]        |
| Online Film & Television Association                      | 2008              | Лучший фильм на иностранном языке                            | Фильм                                                 | Номинация         | [ 12 ]        |
| Орлы                                                      | 2008              | Лучший европейский фильм                                     | Фильм                                                 | Номинация         | [ 12 ]        |
| Гильдия киноведов и кинокритиков России                   | 2007              | Лучший зарубежный фильм                                      | Фильм                                                 | Победа            | [ 12 ]        |
| Международный кинофестиваль в Софии                       | 2007              | Лучший фильм                                                 | Кристиан Мунджиу                                      | Победа            | [ 12 ]        |
| Премия "Солнце в сетке"                                   | 2010              | Лучший фильм на иностранном языке                            | Кристиан Мунджиу                                      | Победа            | [ 12 ]        |
| Премия Турия                                              | 2009              | Лучший зарубежный фильм                                      | Кристиан Мунджиу                                      | Победа            | [ 12 ]        |
| Ассоциация кинокритиков Турции                            | 2008              | Лучший зарубежный фильм                                      | Фильм                                                 | 3-е место         | [ 12 ]        |